# 마리아 가브리엘라 데 파리아
마리아 가브리엘라 데 파리아(María Gabriela de Faría, 1992년 9월 11일 ~ )는 베네수엘라의 배우이다.

## 출연 작품
- 슈퍼맨 (2025) - 앤절라 스피카 / 엔지니어 역
- 디 어소리티 (미정) - 앤절라 스피카 / 엔지니어 역